# Dżazirat Dżabal Zukar
Dżazirat Dżabal Zukar (arab. ‏جزيرة جبل زقر‎, Jazīrat Jabal Zuqar) – jemeńska wyspa w południowej części Morza Czerwonego. Jest największą wyspą archipelagu Hanisz, leży w jego północnej części. Najwyższy szczyt wznosi się na 624 m n.p.m. Jej długość to około 18 km, a maksymalna szerokość – około 12 km.
Jest to wyspa wulkaniczna o nieregularnym kształcie, zbudowana głównie z bazaltu. Z produktów wyrzuconych przez erupcje freatyczne uformowały się pobliskie wysepki.

## Historia
Przez wiele lat wyspy Hanisz należały do Imperium Osmańskiego. W 1923 roku na mocy traktatu w Lozannie Turcja zrzekła się swych azjatyckich posiadłości poza Anatolią, jednak status wysp pozostał nieuregulowany. Od 1923 roku do II wojny światowej Włosi prowadzili luźne kontrole zapuszczających się w te rejony rybaków. Później wyspy archipelagu były przedmiotem sporu pomiędzy Erytreą a Jemenem. W latach 1995–1996 doszło nawet do konfliktu zbrojnego o wyspy pomiędzy tymi krajami. W 1996 sprawa trafiła do Stałego Trybunału Arbitrażowego. W 1999 roku Trybunał wydał werdykt, w którym przyznał zwierzchnictwo nad wyspami Jemenowi.
W trakcie wojny domowej w Jemenie trwającej od 2015 roku, wyspa została zajęta przez rebeliantów Husi. W grudniu 2015 roku, tuż przed zawarciem rozejmu, odbiły ją wojska wierne prezydentowi Hadiemu, wspierane przez lotnictwo saudyjskie. Arabia Saudyjska i Zjednoczone Emiraty Arabskie utworzyły na wyspie Zukar obóz szkoleniowy. Według źródeł rebelianckich 31 stycznia 2017 roku stał się on celem ataku pocisku balistycznego Burkan-1 wystrzelonego przez Husi, w trakcie którego zginęło około 80 żołnierzy. Informacja ta nie została jednak potwierdzona przez siły koalicji, której przewodzą Saudyjczycy.